# Tambobamba
Tambobamba (del quechua: Llano de descanso); es un pueblo de los Andes surcentral del Perú, capital de la provincia de Cotabambas, en el extremo este del departamento de Apurímac.

## Geografía
Está ubicada a 3275 m s. n. m. a orillas del río Palcaro.

### Clima
| Parámetros climáticos promedio de Tambobamba (territorios entre 3000 - 3500 m s. n. m.). | Parámetros climáticos promedio de Tambobamba (territorios entre 3000 - 3500 m s. n. m.). | Parámetros climáticos promedio de Tambobamba (territorios entre 3000 - 3500 m s. n. m.). | Parámetros climáticos promedio de Tambobamba (territorios entre 3000 - 3500 m s. n. m.). | Parámetros climáticos promedio de Tambobamba (territorios entre 3000 - 3500 m s. n. m.). | Parámetros climáticos promedio de Tambobamba (territorios entre 3000 - 3500 m s. n. m.). | Parámetros climáticos promedio de Tambobamba (territorios entre 3000 - 3500 m s. n. m.). | Parámetros climáticos promedio de Tambobamba (territorios entre 3000 - 3500 m s. n. m.). | Parámetros climáticos promedio de Tambobamba (territorios entre 3000 - 3500 m s. n. m.). | Parámetros climáticos promedio de Tambobamba (territorios entre 3000 - 3500 m s. n. m.). | Parámetros climáticos promedio de Tambobamba (territorios entre 3000 - 3500 m s. n. m.). | Parámetros climáticos promedio de Tambobamba (territorios entre 3000 - 3500 m s. n. m.). | Parámetros climáticos promedio de Tambobamba (territorios entre 3000 - 3500 m s. n. m.). | Parámetros climáticos promedio de Tambobamba (territorios entre 3000 - 3500 m s. n. m.). |
| Mes                                                                                      | Ene.                                                                                     | Feb.                                                                                     | Mar.                                                                                     | Abr.                                                                                     | May.                                                                                     | Jun.                                                                                     | Jul.                                                                                     | Ago.                                                                                     | Sep.                                                                                     | Oct.                                                                                     | Nov.                                                                                     | Dic.                                                                                     | Anual                                                                                    |
| ---------------------------------------------------------------------------------------- | ---------------------------------------------------------------------------------------- | ---------------------------------------------------------------------------------------- | ---------------------------------------------------------------------------------------- | ---------------------------------------------------------------------------------------- | ---------------------------------------------------------------------------------------- | ---------------------------------------------------------------------------------------- | ---------------------------------------------------------------------------------------- | ---------------------------------------------------------------------------------------- | ---------------------------------------------------------------------------------------- | ---------------------------------------------------------------------------------------- | ---------------------------------------------------------------------------------------- | ---------------------------------------------------------------------------------------- | ---------------------------------------------------------------------------------------- |
| Temp. máx. media (°C)                                                                    | 19.7                                                                                     | 19.3                                                                                     | 19.5                                                                                     | 20                                                                                       | 19.8                                                                                     | 19.4                                                                                     | 19                                                                                       | 20.1                                                                                     | 20.3                                                                                     | 21.7                                                                                     | 21.3                                                                                     | 20.1                                                                                     | 20                                                                                       |
| Temp. media (°C)                                                                         | 12.9                                                                                     | 12.7                                                                                     | 12.8                                                                                     | 12.4                                                                                     | 11.2                                                                                     | 10.1                                                                                     | 9.6                                                                                      | 10.5                                                                                     | 11.9                                                                                     | 13.2                                                                                     | 13.2                                                                                     | 13                                                                                       | 12                                                                                       |
| Temp. mín. media (°C)                                                                    | 6.1                                                                                      | 6.2                                                                                      | 6.1                                                                                      | 4.8                                                                                      | 2.7                                                                                      | 0.8                                                                                      | 0.3                                                                                      | 1                                                                                        | 3.6                                                                                      | 4.8                                                                                      | 5.2                                                                                      | 5.9                                                                                      | 4                                                                                        |
| Fuente: climate-data.org                                                                 |                                                                                          |                                                                                          |                                                                                          |                                                                                          |                                                                                          |                                                                                          |                                                                                          |                                                                                          |                                                                                          |                                                                                          |                                                                                          |                                                                                          |                                                                                          |

## Historia
Desde el 10 de marzo de 1960, es elevada capital provincial de provincia de Cotabambas.

## Política

### Administración municipal y regional
La ciudad como capital de la provincia de Cotabambas es gobernada por la Municipalidad Provincial de Cotabambas, que tiene competencia en todo el territorio de la provincia. Para el período 2011-2014 la municipalidad provincial está constituida por el alcalde Guido Ayerve Quispe, el teniente alcalde Ruth Paz Ccoricasa y los regidores Juan Palma Quispe, Luis Ivan Cruz Puma, Soramayhua Peñalva Escobar, Antonia Huillca Hinostroza, Pedro Alejandro Osorio y Dante Contreras Gayoso. A nivel departamental, el cargo de la consejería regional es asumido por Margot Cordova Escobar quien participa y presenta proyectos a favor de la provincia de Cotabambas a la asamblea del Gobierno Regional de Apurímac.

### Otras administraciones
- Administración judicial. La Juzgado Provincial Mixto de Cotabambas, que pertenecen al Distrito Judicial de Apurímac, es ocupado por el doctor Guido Benjamín Castro Tamayo .

## Economía
De una producción agrícola de altura, similar a la de Grau.

## Comunicaciones y transporte
Por ser tierra de mucha altura la mayor parte de sus poblados se contactan con mayor facilidad con el Cusco, hacia donde circula la carretera.

## Servicios públicos

### Educación
Posee una sede académica de la Universidad Nacional Micaela Bastidas.

### Salud
El distrito cuenta con un establecimiento de salud que está ubicado en la ciudad capital, el Hospital de Tambobamba. Cuenta con salas de operaciones, sala de partos y consultorios y laboratorios. Recibe aproximadamente 200 pacientes y realiza alrededor de 15 intervenciones. En 2013 sufrió un aluvión dejando sepultado el 90% del establecimiento.

## Patrimonio

### Patrimonio histórico
- Templo Tambobamba: Iglesia construido de adobe con una portada de piedra de estilo barroco, se destaca la imagen de la Virgen del Carmen.[5]

### Patrimonio cultural
Su principal festividad de Tambobamba es la fiesta de la Virgen de la Asunción, fecha en la que se realizan corridas de toros con cóndor, peleas de gallos y participan bailarines y comparsas.
- Carnaval T'ikapallana: Es una festividad realizada en el pueblo de Tambobamba, Perú, en el mes de febrero y marzo. Fue declarado por el Ministerio de Cultura como Patrimonio Cultural de la Nación.[6]